# Ernst Lodermeier
Ernst Lodermeier (* 27. August 1908 in Eschlkam im Bayerischen Wald; † 2. März 1998) war ein deutscher Jurist und Bankmanager.

## Leben
Ernst Lodermeier besuchte das Internat Metten und legte sein Abitur in Landshut ab. Nach dem Abitur studierte er Rechtswissenschaft an der Universität München. Dort trat er im Jahre 1928 in die K.D.St.V. Trifels im CV ein. Sein erstes juristisches Staatsexamen legte er 1932 ab und war dann Referendar in Eggenfelden und München.
Trotz Staatsnote im Assessor-Examen blieb ihm 1935 wegen seiner politischen Einstellung das Bayerische Justizministerium verwehrt. Er ging in die Privatwirtschaft zur Bayerischen Hypotheken- und Wechselbank AG, wurde zunächst Direktionsassistent und dann Kapitalmarktexperte. Ab 1941 zur Wehrmacht einberufen, kämpfte er im Zweiten Weltkrieg, wurde in der Eifel schwer verwundet und geriet in amerikanische Kriegsgefangenschaft, aus der er 1945 entlassen wurde.
Er ging zurück zur Hypobank und war ab 1947 stellvertretendes und ab 1953 ordentliches Mitglied des Bankvorstandes. Daneben war er Mitglied zahlreicher Aufsichtsräte. Er war unter anderem Aufsichtsratsvorsitzender der Aufbaugesellschaft Bayern GmbH, der RK-Werbe- und Vertriebsgesellschaft mbH und der Marienplatz-Großgarage GmbH in München sowie Aufsichtsratsvorsitzender der Mainzer Baulandbeschaffungs-GmbH. Des Weiteren war er stellvertretender Aufsichtsratsvorsitzender der Bausparkasse Mainz AG und der Pfälzischen Hypothekenbank mit Sitz in Ludwigshafen am Rhein. 1974 ging er in den Ruhestand.
Neben seiner beruflichen Tätigkeit fungierte Lodermeier ehrenamtlich als Landesschatzmeister des Bayerischen Roten Kreuzes, dessen Blutspendedienst er als stellvertretender Aufsichtsratsvorsitzender ebenfalls angehörte. Ernst Lodermeier war seit 1939 mit der Ärztin Marianne, geb. Resch, verheiratet und hatte vier Kinder. Er wurde auf dem alten Nymphenburger Friedhof in München beerdigt.

## Wirken im CV
Lodermeier verstand es nicht nur im beruflichen Bereich, Vorhaben mit Beharrlichkeit zu verfolgen. Als 1935 der CV sich auflöste, trat er in den Philistervorstand der K.D.St.V. Trifels München ein; als 1938 das Philisterium zwangsaufgelöst wurde, sammelte er den Bund in geheimen Treffen und mit Briefen, bis er 1941 zu den Waffen gerufen wurde. Nach dem Krieg war er einer der Wiederbegründer des CV. Beim ersten CVer-Treffen der drei Westzonen 1947 in Eichstätt wurde er für die US-Zone in den vorläufigen Ausschuss gewählt. Es folgten Aufgaben in der Verbindung und im Verband. So hatte er von 1947 bis 1978 das Amt des Philisterseniors der K.D.St.V. Trifels München inne. Des Weiteren war er als Kassierer des CV von 1950 bis 1954, als Mitglied des AHB-Vorstandes von 1954 bis 1960 sowie als stellvertretender CV-Ratsvorsitzender von 1957 bis 1960 tätig.
Er gehörte auch der KDStV Aureata Eichstätt, der KDStV Tuiskonia München und der KDStV Teutonia Freiburg im Üechtlan an.

## Die Gesellschaft für Studentengeschichte und studentisches Brauchtum e.V.
Ernst Lodermeier fand vor allem Gefallen an studentischen Archivalien. Als 1952 die 66. Cartellversammlung den Brauchtumsausschuss als Ausschuss des CV gründete, wurde Lodermeier deren Mitglied und ab 1962 Vorsitzender. 1967 wurde aus dem Ausschuss die Gesellschaft für Studentengeschichte und studentisches Brauchtum e.V. und Lodermeier wurde Vorsitzender der Sektion Brauchtum. Von 1978 bis 1982 war er Vorsitzender der Gesellschaft. Ab 1979 war er zugleich Leiter des Ständigen Ausschusses bis 1989. Danach blieb er Mitarbeiter der Gesellschaft, solange es seine Gesundheit zuließ, bis zur 100. Sitzung. Die Gesellschaft dankte es ihm mit dem Ehrenvorsitz. 
Unter der Führung Lodermeiers sind folgende Werke entstanden: 
- CV-Farbenatlas (1965)
- CV-Handbuch (1978)
- CV-Liederbuch (1981)
- Klavierausgabe des CV-Liederbuch (1985)
- Widerstand und Verfolgung im CV (1983)

## Auszeichnungen
Der Freistaat Bayern würdigte seine Verdienste, so auch als Schatzmeister des Bayerischen Roten Kreuzes, 1962 mit der Verleihung des Bayerischen Verdienstordens. Das Bayerische Rote Kreuz zeichnete ihn mit dem Steckkreuz und dem DRK-Ehrenzeichen aus.